# Gombosszentgyörgy
Gombosszentgyörgy (szlovákul: Hubošovce) község Szlovákiában, az Eperjesi kerület Kisszebeni járásában. Gombosfalu és Szentgyörgy egyesítésével jött létre.

## Fekvése
Eperjestől 13 km-re északra, a Tarca-folyó és a Szekcső-patak között fekszik.

## Története
A község területén már a korai bronzkorban éltek emberek, a lausitzi kultúra nyomait találták meg itt.

### Gombosfalu
Gombosfalut 1409-ben „Kysfalu” néven említik először, de a falu alapítása a 13. század közepére tehető. 1332-ben a pápai tizedjegyzék említi András nevű papját. Különböző Sáros vármegyei családok birtoka. 1427-ben 18 adózó portája volt. Erdeje nem lévén lakói főként mezőgazdaságból éltek. 1431-ben szerepel először „Gombosfalwa” alakban írott forrásban. Nevét a 15. század első felétől birtokos Gombos családról kapta. A 16. században főként zsellérek lakták, a közepes nagyságú települések közé számított. Az 1670 előtt épült Gombos udvarház állt itt. 1787-ben 39 házában 367 lakos élt.
A 18. század végén Vályi András így ír róla: „GOMBOSFALVA. Gombosevtze. Tót falu Sáros Vármegyében, földes Urai Gombos, és más Urak, lakosai katolikusok, és ó hitűek, fekszik Eperjeshez egy mértföldnyire, ’s az Uraságnak kastéllyával díszesíttetik. Ámbár egy nyomása határjának soványas; de mivel az is, ha miveltetik meglehetős gabonát, és bőven terem, réttyei kétszer kaszáltrtnak, legelője, és szükséges erdeje is van, piatzozása kettő, a’ hol vagyonnyait jól eladhattya, első Osztálybéli.”
1828-ban 47 háza volt 398 lakossal. Lakói főként mezőgazdasággal foglalkoztak.
Fényes Elek 1851-ben kiadott geográfiai szótárában így ír a faluról: „Gombosfalva, tót falu, Sáros vmegyében, Szebenhez keletre 1 1/2 mfld: 365 kath., 18 zsidó lak. Kastély. Jó rét és föld. Erdő. F. u. a Gombos nemzetség. Ut. p. Bártfa.”

### Szentgyörgy
Szentgyörgy nevű településrészét már 1307-ben „Sanctus Georgius” alakban említi oklevél, ennek Szent György temploma már a 13. században állt. 1345-ben „Zenthgyurg” alakban említik. 1600-ban 4 lakóház, templom, plébánia és iskola volt a faluban. Az eredetileg gótikus templomot 1763-ban barokk stílusban építették át. 1787-ben 7 házában 71 lakos élt.
A 18. század végén Vályi András így ír róla: „SZENT GYÖRGY. Sáros Várm. földes Ura Péchy Uraság, lakosai katolikusok, és másfélék, határja hegyes, és közép termésű.”
1828-ban 9 háza volt 80 lakossal.
Fényes Elek 1851-ben kiadott geográfiai szótárában így ír a faluról: „Szent-György, tót falu, Sáros vármegyében, Szebenhez keletre 1 1/2 mfld., 72 kath., 11 zsidó lak. Kath. paroch. templom. F. u. a Péchy nemz.”

### Gombosszentgyörgy
A 19. század közepén egyesült a két település. A trianoni diktátum előtt Sáros vármegye Kisszebeni járásához tartozott.

## Népessége
| Év:            | 1994. | 2004.   | 2014.    | 2024.   |
| -------------- | ----- | ------- | -------- | ------- |
| Emberek száma: | 409   | 421     | 512      | 535     |
| Eltérés:       |       | +2,93 % | +21,61 % | +4,49 % |

| Év:            | 2023. | 2024.   |
| -------------- | ----- | ------- |
| Emberek száma: | 523   | 535     |
| Eltérés:       |       | +2,29 % |

1910-ben 286, túlnyomórészt szlovák lakosa volt.
2001-ben 433 lakosából 432 szlovák volt.
2011-ben 459 lakosából 446 szlovák.

## Nevezetességei
- Az egykori Szentgyörgy falu temploma a 13. században épült, eredetileg gótikus stílusú, 1763-ban barokk stílusban építették át. 1922-ben és 1999-ben restaurálták.
- A Gombos-kúria a 17. század elején készült reneszánsz stílusban, a 18. században átépítették, majd a 20. században iskolává alakították át.
- Másik kúriája 1809-ben létesült klasszicista stílusban.
- Szűz Mária tiszteletére szentelt római katolikus temploma 1700 körül épült, 1940-ben megújították.